# Mondfinsternis vom 10./11. April 666 v. Chr.
Die Beobachtungseinzelheiten der Mondfinsternis vom 10./11. April 666 v. Chr. (-665 nach astronomischer Zeitrechnung, Sarosperiode 50) wurden von einem babylonischen Astronom auf einer Keilschrifttafel protokolliert. Die zu der Gattung der ACT-Texte gehörende Aufzeichnung (BM 35115) befindet sich gegenwärtig im British Museum zu London. Der im julianischen Kalendersystem angegebene 10./11. April 666 v. Chr. entspricht in Umrechnung auf den heutigen gregorianischen Kalender dem 3./4. April 666 v. Chr.
Besondere Bedeutung erlangte diese Aufzeichnung unter anderem durch den Bezug auf den babylonischen König Šamaš-šuma-ukin. Die Mondfinsternis konnte in Babylonien größtenteils direkt beobachtet werden, da sie dort direkt nach Sonnenuntergang begann.

## Erste Übersetzungen
Der Assyriologe Johann Strassmaier sowie die Astronomen Josef Epping und Franz-Xaver Kugler begannen zuerst mit der Übersetzung des babylonisch-astronomischen Keilschrifttextes.
Die damaligen herausragenden Forschungsleistungen wurden unter anderem von Otto Neugebauer fortgeführt. 1955 erschien das dreibändige Standardwerk Astronomical cuneiform Texts - Babylonian ephemerides of the Seleucid period for the motion of the sun, the moon, and the planets, das bis heute noch immer die Grundlage der babylonischen Astronomiegeschichte bildet.

## Babylonischer Text BM 35115
Bei dem erwähnten astronomischen Ereignis handelte es sich um eine partielle Mondfinsternis, die aufgrund der Angaben im Keilschrifttext genau zu datieren war. Durch Überprüfung mit anderen historischen Finsternissen wurde festgestellt, dass die historischen Datierungen von den zurückgerechneten Werten abweichen. Die entsprechende Zeitdifferenz wird als „ΔT“ bezeichnet.
Unter Berücksichtigung des ΔT begann die Mondfinsternis in Babylonien etwa um 18:32 Uhr des 10. April 666 v. Chr., die Maximumphase wurde gegen 21:20 Uhr erreicht. Am 11. April endete etwa um 0:10 Uhr die Mondfinsternis. Die Tagesangabe des Monats fehlt, da der babylonische Keilschrifttext an einigen Stellen beschädigt ist:

„[Šamaš-šuma-ukin 2. Jahr]: 14. Nisannu der Beginn (?) im [Südosten?]. (Beginn) 3 UŠ (12 Minuten) nach Sonnenuntergang.“